# Cidade Velha (Estocolmo)

Cidade Velha (em sueco: Gamla stan, literalmente Cidade antiga) é a porção mais antiga de Estocolmo, na Suécia. É o núcleo histórico da cidade, construído sobre a ilha de Stadsholmen. Até 1980, era localmente chamada "cidade entre as pontes" (Staden mellan broarna). Compõe um bairro autónomo, formado pelos ilhéus de Helgeandsholmen e Strömsborg. Riddarholmen normalmente é associado à cidade velha, mas, na realidade, é independente.

## Panorâmica

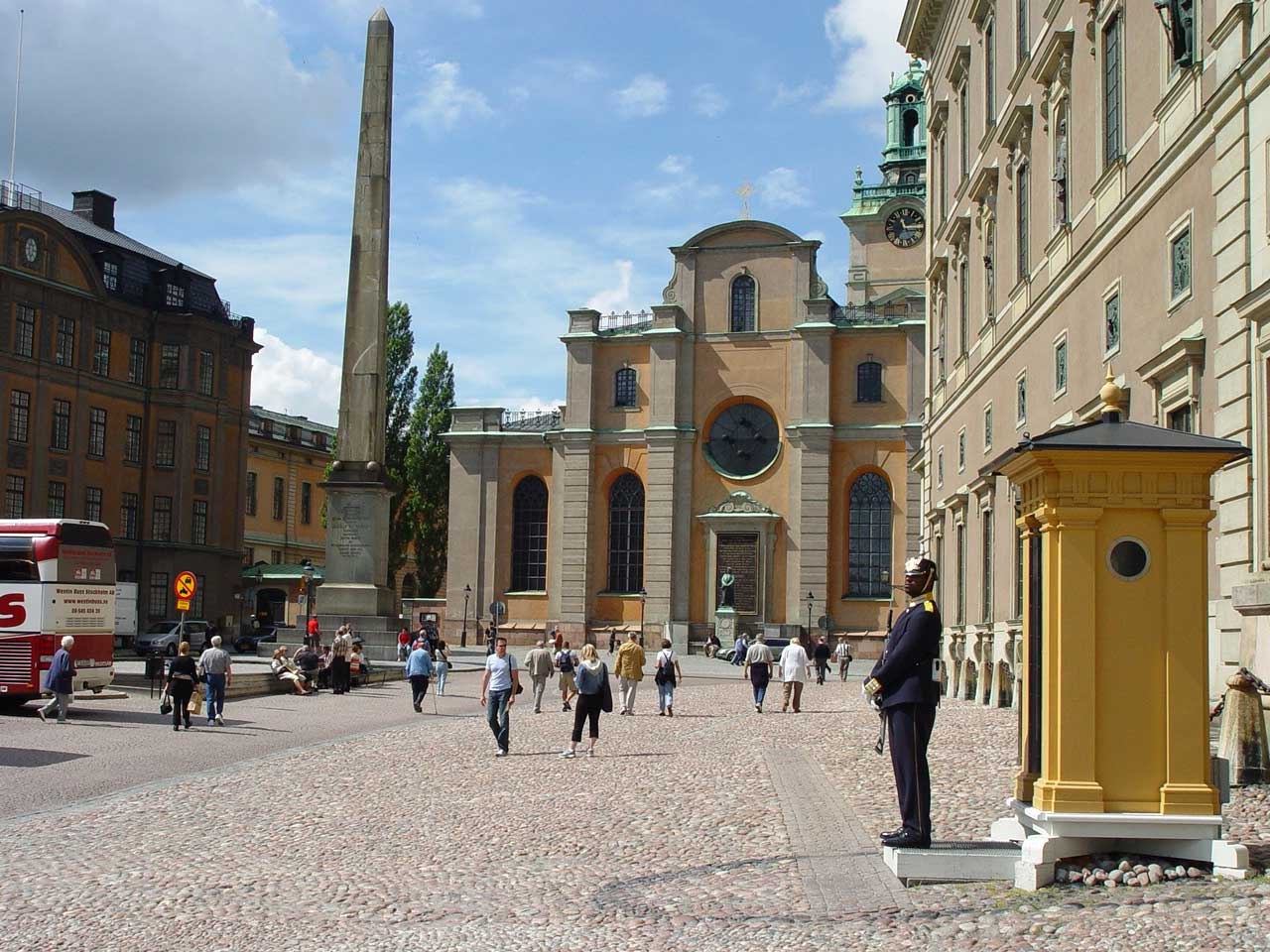
Fachadas do palácio real e da catedral

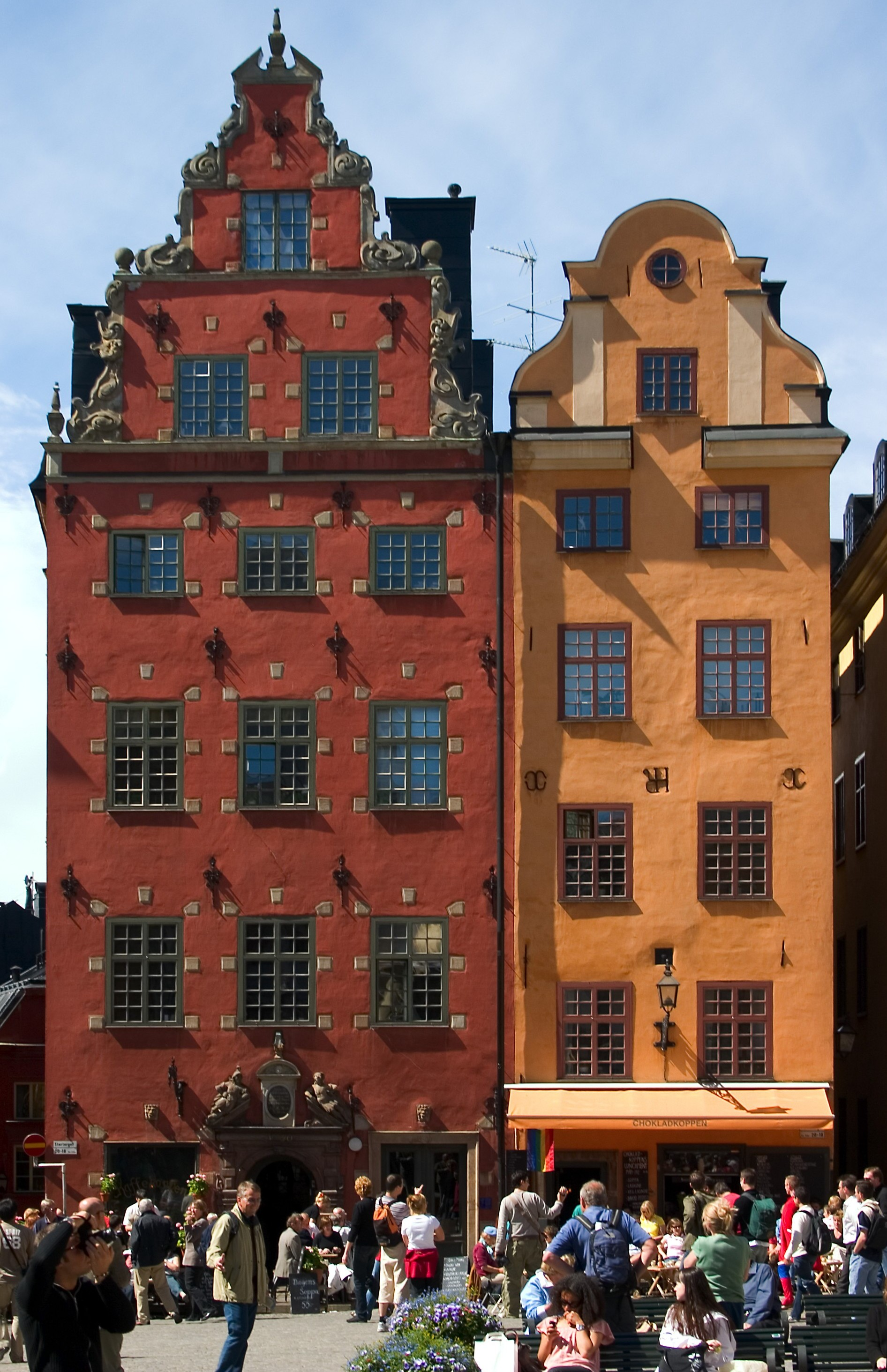
Edifícios da Grande Praça

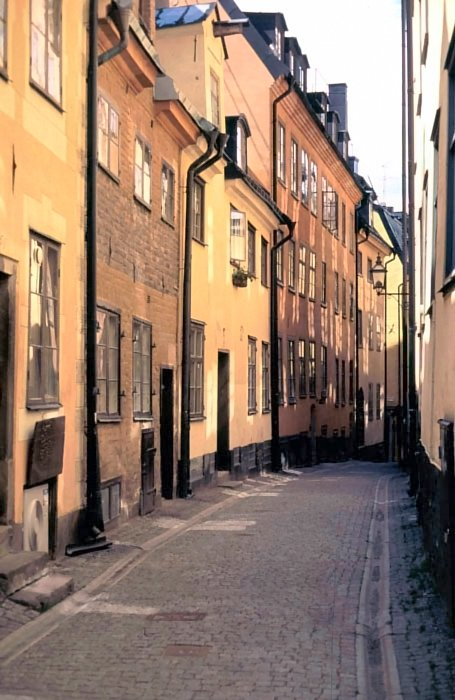
Rua Präst

A Cidade Velha data do século XIII e consiste de becos medievais, ruas pavimentadas com pedra e arquitectura antiga. A arquitectura gótica alemã de tijolos influenciou muito a construção da Cidade Velha.
A praça grande, conhecida por Stortorget, situa-se no centro da Cidade Velha, encontrando-se rodeada por casas antigas de comerciantes, incluindo a antiga bolsa de valores de Estocolmo. A praça foi palco do chamado banho de sangue de Estocolmo, no qual nobres suecos foram massacrados pelo rei Cristiano II da Dinamarca, em Novembro de 1520. A revolta e a guerra civil que se seguiram conduziram à dissolução da União de Calmar e à subida de Gustavo I da Suécia ao trono.
Para além da catedral de Estocolmo, a cidade antiga ostenta ainda o museu Nobel, a igreja de Riddarholm e o Kungliga slottet, o palácio real barroco da Suécia, construído no século XVIII após o incêndio do antigo palácio das três coroas. A casa dos cavaleiros suecos situa-se na parte noroeste da Cidade Velha.
Na rua Österlånggatan, encontra-se o restaurante "Den gyldene freden", em actividade desde 1722, conhecido como o mais antigo do mundo em termos de interior inalterado, de acordo com o livro do Guinness.
É possível encontrar uma estátua de São Jorge e do dragão na catedral de Estocolmo. Por outro lado, a catedral de Riddarlhom é local onde os monarcas suecos são sepultados. 
Bollhustäppan, um pequeno pátio a sul da entrada do palácio real, alberga uma das estátuas mais pequenas da Suécia, que consiste num menino feito em ferro.
Desde meados do século XIX até meados do XX, Cidade Velha era considerada um bairro de lata, com muitos dos seus edifícios deixados ao abandono. Logo após a segunda guerra mundial, foram demolidas 5 ruas, para o alargamento do parlamento. A partir da década de 1980, tornou-se uma atracção turística, pelo seu charme e arquitecturas medievais e renascentistas.
Apesar da arqueologia dos 370 edifícios de Cidade Velha ainda se encontrar pouco documentada, inventários recentes realizados por voluntários mostraram que edifícios previamente datados dos séculos XVII e XVIII podem ser 300 anos mais antigos.
Existe uma estação do Metropolitano de Estocolmo na Cidade Velha, com o mesmo nome.

## História

### Origem do nome
Até meados do século XIX, a Cidade Velha era referida somente como själva staden ("a cidade propriamente dita"), o que pode ter feito sentido, uma vez que as áreas circundantes eram essencialmente rurais. Em mapas e na literatura, começou a ser chamada, a partir de meados do século XIX, staden mellan broarna ("a cidade entre as pontes") ou staden inom broarna (" a cidade dentro das pontes"), nome que permaneceu oficial até 1980. O nome Cidade Velha data provavelmente do início do século XX, altura em que era usado informalmente. Mesmo tendo sido o nome alterado para Cidade Velha em 1980, a Estocolmo moderna é chamada ocasionalmente "a cidade entre as pontes".

### Pré-história
A origem mitológica de Estocolmo deriva de um local habitacional chamado Agnefit. O segundo elemento da palavra, fit, poderá significar "prado húmido", presumivelmente localizado na costa ocidental de Stadsholmen (apresentado como a única localização possível para um prado na altura).  O primeiro elemento deste nome é, como explica o historiador Snorri Sturluson (1178-1241), derivado do rei Agne, possivelmente um rei mitológico, que, num passado diáfano e distante (cerca de 400 A.C.), terá ali acampado, após ter saqueado com sucesso a Finlândia. Tencionava casar-se com Skalf, a filha do chefe tribal finlandês derrotado. A jovem, porém, conseguiu convencê-lo a fazer uma celebração com convidados proeminentes, que acabaria por se tornar uma festa de bebedeira. Enquanto Agne dormia, Skalf, sóbria, enforforcou-o no seu colar de ouro, antes de fugir. Apesar da autenticidade desta história ser discutível, o exame dendrocronológico de troncos antigos encontrados em
Helgeandsholmen, imediatamente a norte de Stadsholmen, em 1978-1980, concluiu que as árvores teriam sido cortadas no período entre 970 e 1020, tendo dado presumivelmente o nome actual à cidade de Estocolmo, Stock+holm, "ilhéu dos troncos".

### Idade média

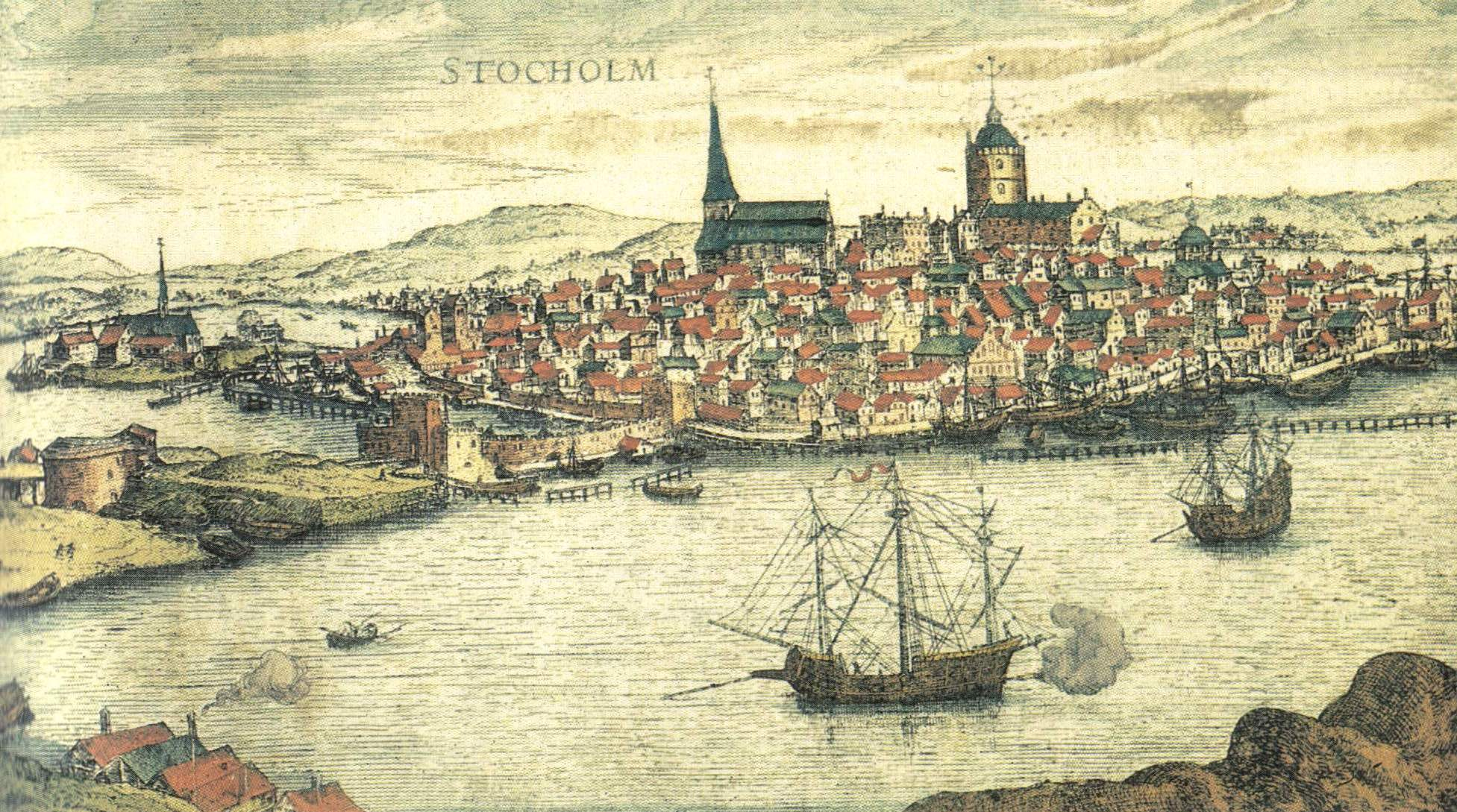
Gravura mostrando a cidade em 1560.

A muralha original da cidade abrangia apenas a área central elevada da Cidade Velha entre as duas ruas compridas de Västerlånggatan e Österlånggatan (i.e. "rua longa ocidental/oriental"). A muralha oriental passava entre duas torres defensivas, sendo a torre a norte aquela que se tornaria o palácio das três coroas, destruído por um incêndio em 1697. e tendo sido a torre a sul, sem vestígios arqueológicos na actualidade, oferecida pelo rei Magno II da Suécia a uma ordem de monges em 1334, podendo ter sido um mosteiro. Os precipícios íngremes que foramavam os arrabaldes da cidade ainda podem ser discernidos no desnível pronunciado entre as duas longas ruas mencionadas e as ruas paralelas que se encontram já dentro da muralha (entre 5 a 10 metros de desnível).
O centro da cidade medieval era provavelmente apenas um local onde se realizavam feiras, a sul do edifício da administração e da única igreja. O mercado, originalmente menor que o actual e aumentado após um incêndio no princípio do século XV, acabou por ser cercado por edifícios permanentes e evoluiu para a praça Stortorget ("a praça grande") que existe hoje. 
Apesar de Estocolmo se ter possivelmente expandido depressa, é ainda discutível se a expansão foi feita de acordo com os modelos de outras cidades mais a sul (como Lubeque, por exemplo) ou se, como alguns historiadores indicam, resultou de um processo sem método. De qualquer forma, a expansão deu-se em todos os pontos cardeais, a partir da praça grande: a Köpmangatan ("rua dos comerciantes") conduzia por leste a uma segunda praça, perto da água, a Fisketorget ("praça do peixe"); a Svartmangatan ("praça do homem negro"), assim denominada devido ao mosteiro dos monges negros e a Skomakargatan ("rua do sapateiro") conduziam a sul, para o centro financeiro da cidade.

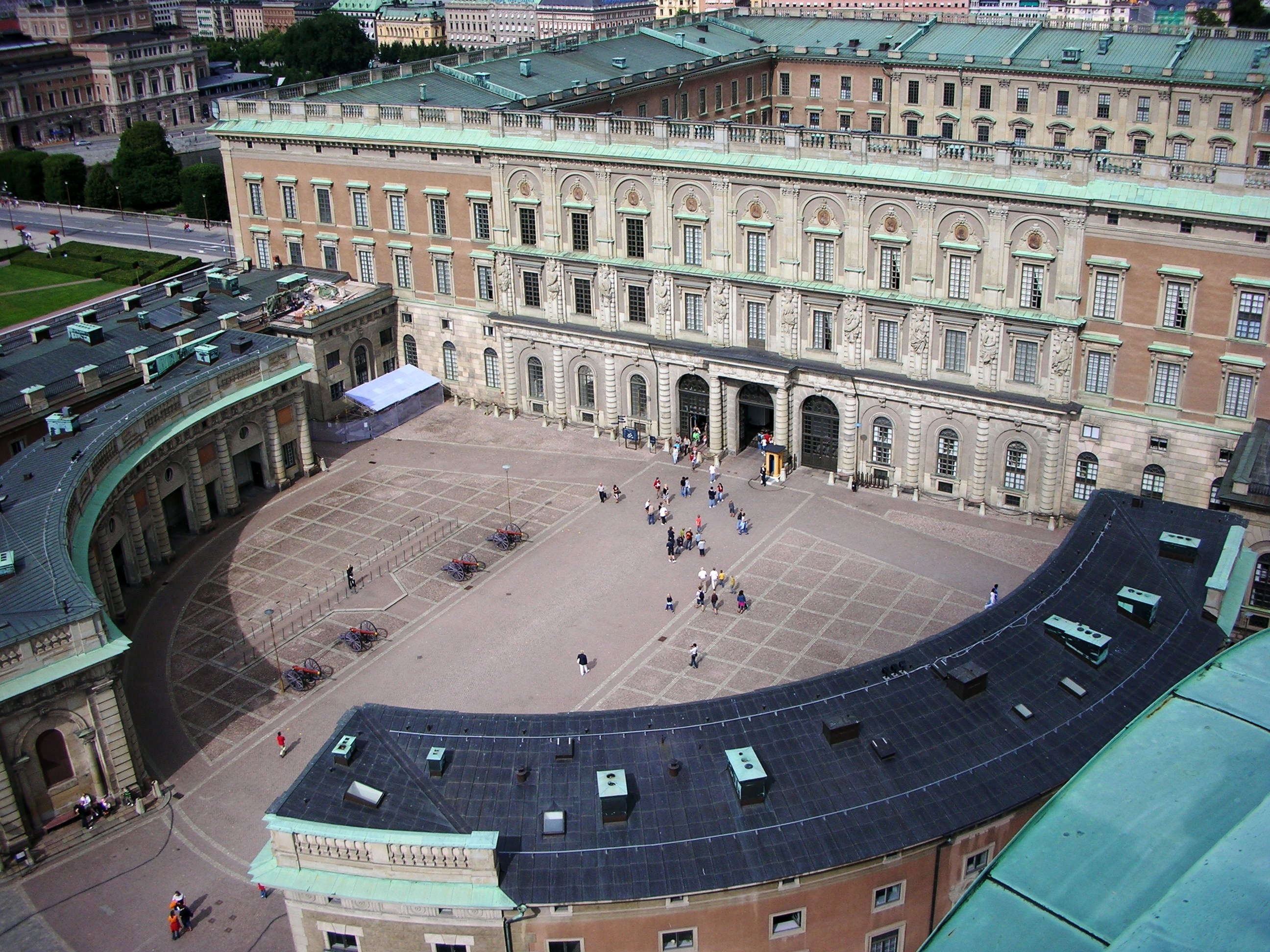
Vista de uma das laterais do Castelo Real de Estocolmo.

Como as portas da cidade eram o ponto mais fraco das fortificações medievais, quanto menos existissem melhor era a regra utilizada. Na Estocolmo medieval, existiam possivelmente três portar estreitas na muralha: na parte oriental, existia uma porta única que abria a passagem da Köpmangatan para a margem, enquanto as outras, todas conduzindo à rua Västerlånggatan, se localizavam em Storkyrkobrinken ("subida da igreja grande"), Kåkbrinken ("subida da casa de Ramshackle") e Tyska Brinken ("subida alemã"). 
À volta do palácio real, existia uma área aberta chamada Sanden ("a areia"), mantida propositadamente livre por razões defensivas, incluindo a localização actual de Slottsbacken ("a subida do palácio"), a sul do palácio, assim como o Högvaktsterrassen ("terraço da guarda principal"), a oeste. 
Dentro da cidade, estipulou-se que as estradas que serviam de artérias principais deveriam ter cerca de 5 metros de largura, para permitir a passagem de veículos puxados por cavalos, não havendo regra para as ruas de peões. À medida que a a cidade começou a ficar sobrepovoada no século XIV, foram construídos novos edifícios fora das muralhas e progressivamente os pedaços de terra entre as pontes, ao longo das margem, foram albergando barracas e armazéns, formando os quarteirões longos, separados por becos estreitos, que hoje são característicos da Cidade Velha. Dentro do centro antigo da cidade, os quarteirões grandes foram partidos em outros menores, resultando em diversas ruas estreitas como Trädgårdsgatan ("rua do jardim") e Kindstugatan ("rua da caixa no ouvido").

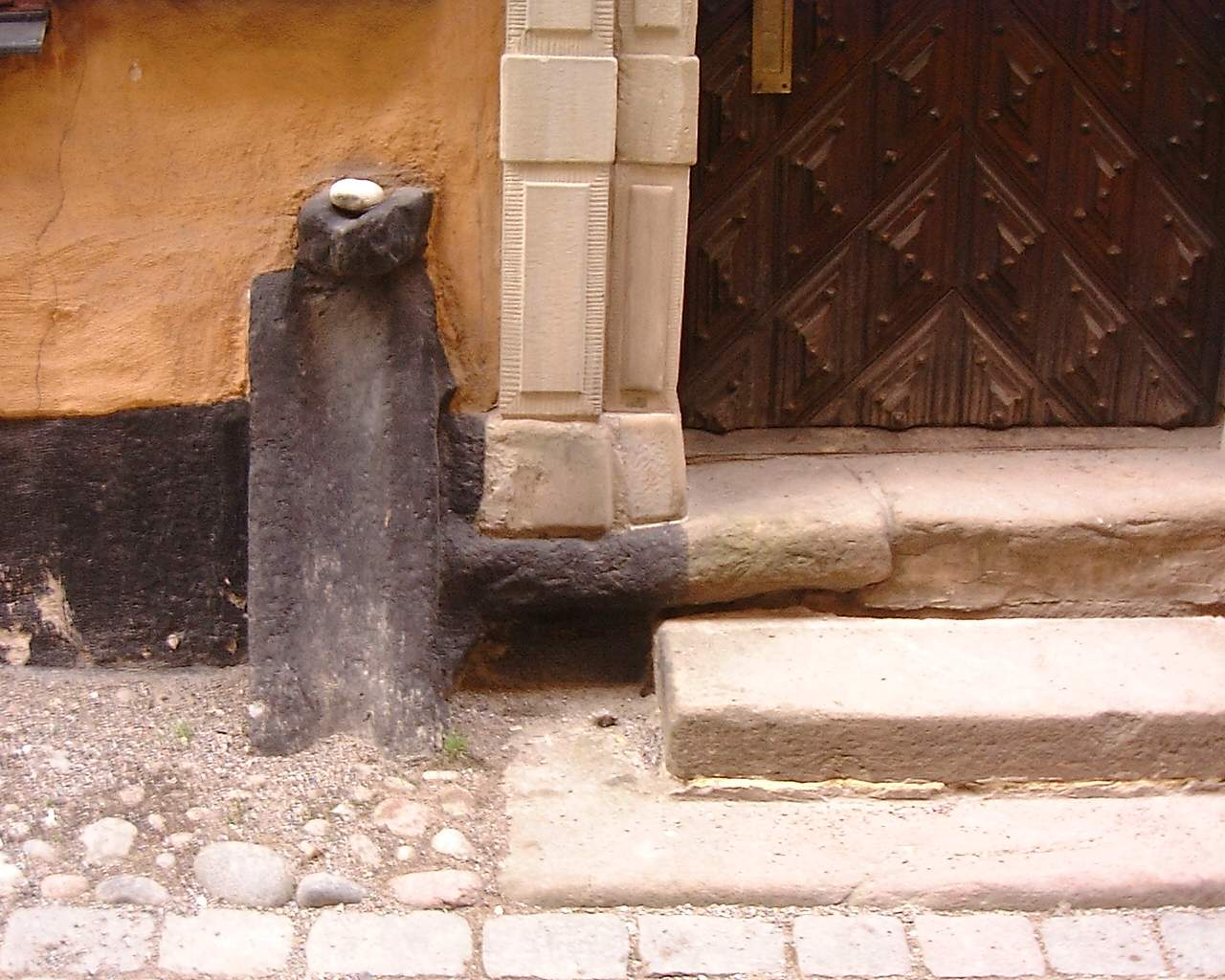
Um "trumba", tubo medieval para colocação de lixo

As ruas medievais encontram-se cerca de três metros abaixo das ruas actuais. Escavações arqueológicas mostraram que as ruas mais antigas possuíam um pavimento de três camadas de madeira, datando de 1250-1300. Em fins do século XIV, as ruas começaram a ser pavimentadas com pedras e, tal como os depósitos arqueológicos acima delas, eram compostas por finas camadas de sujidade. A limpeza das ruas foi aparentemente melhorada nessa época. Os desperdícios e o lixo eram muitas vezes simplesmente despejados para os becos e ocasionalmente para aberturas usadas exclusivamente para esse efeito. Existiam avisos públicos pedindo para se evitar deitar lixo nas águas circundantes e pedindo para se reduzir o número de animais existentes dentro das muralhas, mas só no fim da idade média os ralos das ruas começaram a ser limpos duas vezes por semana. As latrinas foram concentradas em locais centrais conhecidos por "flugmöten" (reuniões de voo), nos quais o número elevado de insectos tornou o céu escuro até boa parte de século XIX.

## Estação de metropolitano

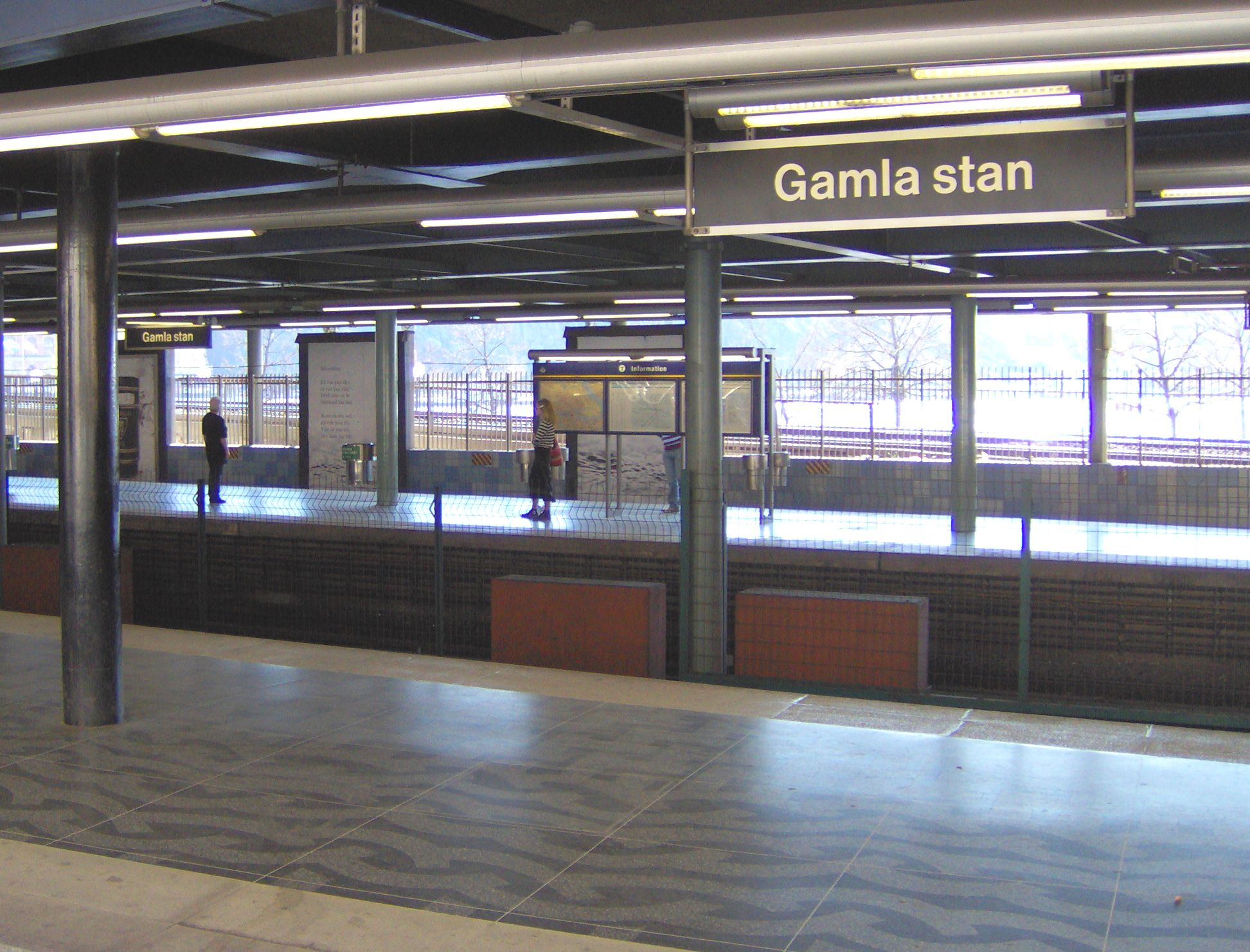
Estação de metropolitano da Cidade Velha

A estação de metropolitano da Cidade Velha integra o T-bana 1 (linha verde) e o T-bana 2 (linha vermelha) e situa-se entre as estações T-centralen e Slussen. Dentro da cidade, situa-se entre Munkbroleden e Munkbrohamnen e, em parte, sob Centralbron. É composta por duas plataformas, a ocidental para viagens para norte e a oriental para viagens para sul. 
A arte nas paredes mostra monstros medievais em mosaicos, da autoria de Göran Dahl (1998) e Britta Carlström (1998).
Foi inaugurada em 24 de novembro de 1957.